# Sailing (chanson)
Pour les articles homonymes, voir Sailing.
Pour la chanson de Christopher Cross, voir Sailing (chanson de Christopher Cross).
Singles de The Sutherland Bros. Band
The Pie
(1972) Lady Like You
(1972)
Singles de Rod Stewart
Farewell
(1974) This Old Heart of Mine (Is Weak for You)
(1975)
Sailing est une chanson écrite et composée par Gavin Sutherland et enregistrée pour la première fois en 1972 par The Sutherland Brothers (en) (sous le nom de The Sutherland Bros. Band).
Elle est reprise en 1975 par le chanteur britannique Rod Stewart et connaît un succès international.

## Historique

### Version originale
La version originale enregistrée par les Sutherland Brothers, duo formé par Gavin Sutherland et son frère Iain, sort en single en juin 1972 puis est incluse dans certaines éditions de l'album Lifeboat en 1973,. Le titre ne connaît pas le succès.

### Version de Rod Stewart
Rod Stewart reprend la chanson sur son album Atlantic Crossing sorti en août 1975, dont elle est le premier extrait en single. Elle devient un très grand succès, se classant en tête des ventes dans plusieurs pays.
En 1976, elle est utilisée comme générique d'une série documentaire télévisée diffusée à partir du 5 août sur la chaîne BBC One, intitulée Sailor, qui retrace la vie à bord du porte-avions HMS Ark Royal. Elle retourne alors dans le classement des ventes de singles au Royaume-Uni, culminant à la 3e place.
En 1987, elle ressort comme chanson caritative après le naufrage du ferry Herald of Free Enterprise au large du port de Zeebruges et entre de nouveau dans le UK Singles Chart.
Il s'agit du plus grand succès de Rod Stewart au Royaume-Uni où il s'est vendu à plus d' 1 000 000 d'exemplaires.
En 2020, elle est utilisée dans le film français Été 85 de François Ozon.

#### Classements hebdomadaires
| Classement (1975-1976)                  | Meilleure position |
| --------------------------------------- | ------------------ |
| Afrique du Sud (Springbok Radio)        | 2                  |
| Allemagne (Media Control AG)            | 4                  |
| Australie (Kent Music Report)           | 2                  |
| Autriche (Ö3 Austria Top 40)            | 7                  |
| Belgique (Flandre Ultratop 50 Singles)  | 2                  |
| Belgique (Wallonie Ultratop 50 Singles) | 6                  |
| Canada (RPM 100 Singles)                | 58                 |
| États-Unis (Billboard Hot 100)          | 58                 |
| France (SNEP)                           | 46                 |
| Irlande (IRMA)                          | 1                  |
| Italie (FIMI)                           | 8                  |
| Norvège (VG-lista)                      | 1                  |
| Nouvelle-Zélande (RMNZ)                 | 3                  |
| Pays-Bas (Nederlandse Top 40)           | 1                  |
| Pays-Bas (Single Top 100)               | 1                  |
| Royaume-Uni (UK Singles Chart)          | 1                  |
| Suède (Sverigetopplistan)               | 13                 |
| Suisse (Schweizer Hitparade)            | 2                  |

| Classement (1976)              | Meilleure position |
| ------------------------------ | ------------------ |
| Royaume-Uni (UK Singles Chart) | 3                  |

| Classement (1987)                      | Meilleure position |
| -------------------------------------- | ------------------ |
| Belgique (Flandre Ultratop 50 Singles) | 24                 |
| Irlande (IRMA)                         | 30                 |
| Royaume-Uni (UK Singles Chart)         | 41                 |

#### Certification
| Pays              | Certification | Unités certifiées |
| ----------------- | ------------- | ----------------- |
| Royaume-Uni (BPI) | Or            | 500 000           |

## Autres reprises
Pistes de Le Costume blanc
C'est la nuit
(10) Piano mécanique
(12)
Sailing a été reprise par de nombreux artistes parmi lesquels Joan Baez, Brotherhood of Man, Roger Whittaker ou un collectif d'artistes britanniques (Rock Against Repatriation) rassemblés autour du guitariste Steve Hackett, pour protester contre l'expulsion de boat-people en 1990,.
En 2003, la version enregistrée sous le titre I'm Sailing par la chanteur belge Helmut Lotti en compagnie d'une chorale d'enfants et de Laura Seys se classe 32e en Belgique et 73e en Allemagne,.
Elle a aussi été adaptée en plusieurs langues dont le français sous le titre Ma musique par Pierre Delanoë et Claude Lemesle et interprétée par Joe Dassin en 1975, parue sur son album Joe Dassin (Le Costume blanc). Version réenregistrée en duo virtuel avec Hélène Ségara en 2013.
En 2010 elle est interprétée en allemand par Mickie Krause sous le titre Ich bin solo et se classe 87e en Allemagne.